# Haumea
Haumea, định danh hành tinh vi hình là (136108) Haumea (biểu tượng: ), là một hành tinh lùn đã biết có vị trí nằm ở bên ngoài quỹ đạo của Sao Hải Vương. Nó được phát hiện năm 2004 bởi một nhóm do Mike Brown dẫn đầu tại Đài thiên văn Palomar, Mĩ, và được phát hiện một cách độc lập vào năm 2005 bởi một nhóm do José Luis Ortiz Moreno dẫn đầu tại đài thiên văn Sierra Nevada, Tây Ban Nha. Vào ngày 17 tháng 9 năm 2008, nó được đặt tên theo Haumea, nữ thần sinh sản Hawaii, với kì vọng của Liên đoàn Thiên văn Quốc tế (IAU) rằng nó sẽ được chứng minh là một hành tinh lùn. Có khả năng nó là thiên thể ngoài Sao Hải Vương đã biết lớn thứ ba, sau Eris và Sao Diêm Vương.
Trọng lượng của Haumea bằng khoảng một phần ba của Sao Diêm Vương, và 1/1400 của Trái Đất. Mặc dù không được quan sát một cách trực tiếp nhưng những tính toán từ phổ ánh sáng của nó cho thấy Haumea có dạng elipxoit Jacobi (hình dạng mà nếu nó là hành tinh lùn thì sẽ có hình dạng như thế), với chiều dài gấp đôi chiều rộng. Mặc dù vậy, trọng lực của nó vẫn đủ để duy trì cân bằng thủy tĩnh, phù hợp với tiêu chuẩn của hành tinh lùn. Hình dáng thuôn dài, cùng với tốc độ quay nhanh bất thường, mật độ lớn và độ phản xạ lớn (bề mặt cấu tạo bởi băng kết tinh) có thể là kết quả của một vụ va chạm lớn, mà Haumea là phần lớn nhất của rất nhiều mảnh vỡ bao gồm nhiều thiên thể bên ngoài Sao Hải Vương lớn cũng như hai vệ tinh đã biết của nó, Hiʻiaka và Namaka.

## Phân loại

Sự rung động nhỏ của Haumea trong quá trinh quay. (Xem 2 Pallas cho một ví dụ về sự quay không rung)

Haumea là một plutoid, một khái niệm để chỉ những hành tinh lùn phía ngoài quỹ đạo Sao Hải Vương. Hành tinh lùn là một những thiên thể có đủ khối lượng để có dạng tròn nhưng không đủ để khiến vùng lân cận của nó không có những thiên thể tương tự. Mặc dù Haumea không có dạng cầu thực sự, hình dáng elipsoid của nó được giải thích là do tốc độ quay quá nhanh chứ không phải do trọng lực của nó không thắng được lực căng của vật chất tạo thành. Haumea tạo với Sao Hải Vương sự cộng hưởng quỹ đạo theo tỉ lệ 12:7. Với khoảng cách 35 AU, Haumea nằm ở giới hạn ổn định với Sao Hải Vương. Cần có thêm những quan sát để khẳng định về trạng thái động lực học của nó.

## Tên
Cho tới khi được đặt một cái tên chính thức, nhóm phát hiện Caltech sử dụng tên "Santa" để chỉ việc Haumea được phát hiện vào ngày 28 tháng 12 năm 2004, ngay sau lễ Giáng sinh. Một nhóm của Tây Ban Nha cũng đưa ra một phát hiện độc lập gửi tới Trung tâm tiểu hành tinh (MPC) vào tháng 7 năm 2005. Ngày 29 tháng 7 năm 2005, Haumea được đánh mã 2003 EL61, với 2003 là ngày trong bức ảnh phát hiện của nhóm Tây Ban Nha. Ngày 7 tháng 9 năm 2006, nó chính thức được xếp vào danh mục các tiểu hành tinh với mã hiệu (136108) 2003 EL61.
Theo hướng dẫn của IAU rằng các thiên thể thuộc vành đai Kuiper phải được đặt theo tên các vị thần trong truyền thuyết có liên quan đến sự sáng tạo, tháng 9 năm 2006, nhóm Caltech đề xuất tên chính thức cho cả Haumea và vệ tinh của nó theo tên các vị thần Hawai, là nơi đặt đài quan sát Mauna Kea, cũng là nơi đã phát hiện ra các vệ tinh của Haumea. Haumea là tên vị thần bảo hộ cho đảo Hawai. Bên cạnh đó, nữ thần Haumea được đồng nhất với Pāpā, nữ thần đất và là vợ của Wākea (trời), rất thích hợp vì 2003 EL61 có thể có cấu tạo hoàn toàn bằng đá cứng, khác với cấu tạo lõi đá vỏ băng thường thấy của các thiên thể vành đai Kuiper.
Cuối cùng, Haumea là vị thần của sự phì nhiêu và sinh sản, với rất nhiều con sinh ra từ các bộ phận trên cơ thể; điều này phù hợp với sự thật là rất có thể sau một số vụ va chạm trong quá khứ, Haumea đã bị vỡ tạo ra nhiều thiên thể băng. Hai vệ tinh của nó vì được cho là đã được hình thành theo cách này nên đã được đặt theo tên những đứa con gái của thần Haumea là Hiʻiaka và Nāmaka.

## Tranh cãi xung quanh quá trình phát hiện
Có 2 nhóm đã cùng đòi công nhận là người phát hiện ra Haumea. Make Brown và cộng sự tại Caltech phát hiện ra Haumea và tháng 12 năm 2004 trong một bức ảnh chụp 6/5, 2004. Ngày 20/7, 2005 họ thông báo trên mạng rằng sẽ công bố phát hiện vào tháng 9 năm 2005. Cùng thời gian đó, José Luis Ortiz Moreno và cộng sự tại Instituto de Astrofísica de Andalucía, trạm quan sát Sierra Nevada, Tây Ban Nha tìm được Haumea trong những bức ảnh chụp từ 7-10 tháng3, 2003. Ortiz gửi thư cho trung tâm tiểu hành tinh phát hiện của họ vào tối 27/7, 2005, đưa ra ngày phát hiện là 7/3, 2003.
Brown nghi ngờ những phát hiện của Spanish là lừa bịp khi biết rằng nhóm của Tây Ban Nha đã tiếp cận quá trình quan sát của ông 1 ngày trước khi công bố phát hiện. Những thông tin này là đủ để nhóm Tây Ban Nha có thể tìm lại những bức ảnh có thể phát hiện ra Haumea trong những bức ảnh năm 2003, và những thông tin này lại bị xem lại một lần nữa trước khi nhóm của Ortiz quan sát để thực hiện những bức ảnh khác nhằm lần thứ 2 thông báo cho MPC vào 29 tháng 7. Ortiz sau đó thừa nhận có tiếp cận thông tin quan sát của nhóm Caltech những không thừa nhận đã gian lận.
Quy tắc của IAU cho thấy quyền phát hiện tiểu hành tinh thuộc về người đầu tiên nộp đầy đủ báo cáo tới MPC với đầy đủ dữ kiện vị trí cho việc xác định quỹ đạo, và họ có quyền lớn nhất trong việc đặt tên cho tiểu hành tinh. Mặc dù vậy, thông báo của IAU về việc công nhận Haumea là một hành tinh lùn vào 17/9, 2008 không nhắc tới người phát hiện. Địa điểm phát hiện được ghi là đài thiên văn Sierra Nevada của nhóm Tây Ban Nha, nhưng tên thì lại là Haumea, tên đề xuất của nhóm Caltech

## Đặc điểm vật lý
Do Haumea có các vệ tinh, khối lượng của hệ có thể dễ dàng tính được sử dụng định luật thứ ba của Kepler. Kết quả tính được là 4,2×1021 kg, 28% khối lượng của hệ Sao Diêm Vương và 6% khối lượng của Mặt Trăng. Hầu như toàn bộ khối lượng này là của Haumea.
Haumea có sự thay đổi trong độ sáng với chu kì 4 giờ, được giải thích bởi chu kì quay với cùng thời gian. Tốc độ quay này lớn hơn mọi thiên thể cân bằng trong hệ mặt trời, và thật sự nhanh hơn mọi thiên thể có đường kính lớn hơn 100 km. Tốc độ quay nhanh có thể là do vụ va chạm lớn đã tạo ra các vệ tinh của Haumea và một nhóm các thiên thể khác.

### Hình dáng, kích thước và cấu tạo
Kích thước của một thiên thể trong hệ Mặt Trời được suy ra từ độ rọi khả kiến, khoảng cách cũng như độ phản xạ. Những thiên thể sáng hơn đối với người quan sát tại Trái Đất có thể là do nó lớn hơn nhưng cũng có thể do độ phản xạ ánh sáng của nó lớn. Nếu như độ phản xạ có thể tính được chính xác thì có thể đưa ra một kích thước gần như chính xác cho thiên thể. Với các thiên thể có khoảng cách rất xa, độ phản xạ là không biết, nhưng Haumea đủ lớn và sáng để có thể tính được bức xạ nhiệt, từ đó tính xấp xỉ được độ phản xạ và qua đó là kích thước. Mặc dù vậy, tính toán về các chiều của Haumea là rất phức tạp bởi tốc độ quay nhanh của nó. Vật lý quay các vật thể biến dạng đã cho thấy sau một khoảng thời gian ngắn tới mức khoảng vài trăm ngày, một thiên thể quay nhanh như Haumea có thể bị biến dạng thành một elipxoit lệch. Từ đó cũng dẫn tới khẳng định rằng sự biến thiên trong độ sáng của Haumea không phải là bởi vì độ phản xạ của từng vùng trên nó là khác nhau mà là bởi vì người quan sát trên Trái Đất nhìn thấy các phía khác nhau với các diện tích khác nhau.

Hình dạng elipxoit ước tính của Haumea, 1960×1518×996 km (cho rằng suất phản chiếu là 0,73). Bên trái là hình chiếu xích đạo lớn nhất và nhỏ nhất (1960×996 và 1518×996 km); bên phải là hình chiếu từ cực (1960×1518 km).

Chu kì và cường độ của ánh sáng từ Haumea giới hạn cho ta biết cấu tạo của nó. Nếu Haumea có mật độ thấp giống như Sao Diêm Vương, với một tầng băng dày phía trên lõi đá, tốc độ quay của nó có thể khiến nó kéo dài ra nhiều hơn là sự thay đổi độ sáng đã cho thấy. Từ đó người ta ước tính mật độ của nó vào khoảng 2,6–3,3 g/cm³, tương ứng với các khoáng silicat như olivin và pyroxen, thường xuất hiện trong các thiên thể bằng đá trong hệ Mặt Trời. Điều đó cho thấy Haumea cấu tạo chủ yếu từ đá với lớp băng tương đối mỏng. Lớp băng dày như trong đa số các thiên thể vành đai Kuiper có thể đã bị văng ra sau vụ va chạm lớn và tạo ra các mảnh vỡ thiên thể có cấu tạo chủ yếu là băng.
Một thiên thể có mật độ càng lớn, với một tốc độ quay cho trước, vật thể đó càng phải có dạng cầu. Điều đó đã chỉ ra kích thước có thể của Haumea. Từ khối lượng chính xác, chu kì và mật độ đã được tính toán cho sự cân bằng của elipxoit, ta có được Haumea có độ dài tương đương với đường kính của Sao Diêm Vương và khoảng cách giữa 2 cực bằng một nửa như thế. Do không có một quan sát trực tiếp nào về sự che lấp của các ngôi sao bởi Haumea cũng như sự che khuất của Haumea với các vệ tinh của nó, không thể nào làm chính xác được các kích thước của Haumea như đã làm với Sao Diêm Vương.
Nhiều tính toán về hình dạng elipxoit của Haumea đã được đưa ra. Tính toán đầu tiên được đưa ra từ các quan sát mặt đất với phổ ánh sáng khả kiến cho thấy một chiều dài từ 1960 tới 2500 km và độ phản xạ lớn hơn 0,6. Mô hình này đưa ra kích thước 3 chiều xấp xỉ là 2000 x 1500 x 1000 km, với độ phản xạ là 0,73. Kính viễn vọng Spitzer ước tính Haumea có đường kính 1050 – 1400 km, với độ phản xạ từ 0,82 đến 0,85, với việc khảo sát ánh sáng hồng ngoại trong bước sóng 70 μm. Phân tích sóng ánh sáng cho thấy một đường kính tương đương là 1450 km. Kích cỡ của Haumea nằm trong số những thiên thể ngoài Sao Hải Vương lớn nhất đã phát hiện, có thể đứng thứ 3 hoặc thứ 4 sau Eris, Sao Diêm Vương và có thể là Makemake, và lớn hơn Sedna, Orcus hay Quaoar.

### Bề mặt
Bên cạnh sự biến thiên mạnh trong biểu đồ ánh sáng của Haumea do hình dạng thiên thể tác động bằng nhau lên các màu sắc, những sự biến đổi màu sắc độc lập nhỏ hơn cũng được nhìn thấy trong cả vùng sóng phổ kiến và vùng gần hồng ngoại cho thấy có một vùng trên bề mặt khác biệt cả về màu sắc cũng như độ phản xạ. Vì thế bề mặt Haumea có thể gợi nhớ tới bề mặt loang lổ của Sao Diêm Vương, nhưng ít rõ rệt hơn.
Năm 2005, các kính thiên văn của các đài thiên văn Gemini và Keck thu được những quang phổ của Haumea cho thấy một bề mặt băng đá kết tinh tương tự như bề mặt vệ tinh Charon của Sao Diêm Vương. Điều này là rất bất thường do băng kết tinh chỉ hình thành với nhiệt độ trên 110 K, trong khi nhiệt độ bề mặt của Haumea là dưới 50 K, nhiệt độ thường xuất hiện băng vô định hình. Bên cạnh đó, cấu trúc băng kết tinh là không ổn định dưới những cơn mưa bức xạ vũ trụ và những phân tử mang nhiều năng lượng từ Mặt trời bắn phá các thiên thể ngoài Sao Hải Vương. Thời gian để băng kết tinh chuyển sang dạng vô định hình dưới sự bắn phá này là khoảng 10 triệu năm, trong khi các thiên thể này đã ở nhiệt độ thấp như vậy từ nhiều tỉ năm trước. Sự tàn phá phóng xạ cũng làm bề mặt các thiên thể với sự tồn tại của băng hữu cơ và các hợp chất dạng tholin đỏ và thẫm hơn, giống như Pluto. Vì vậy, màu sắc cũng như quang phổ của Haumea và các thiên thể tương tự có thể là do một quá trình thay đổi bề mặt đã sinh ra lớp băng mới. Nhưng chưa có cơ chế hợp lý nào được đưa ra để giải thích cho quá trình này.
Haumea sáng giống như tuyết, với độ phản xạ nằm trong khoảng từ 0,6 đến 0,8, phù hợp với kiểu bề mặt băng kết tinh. Một số thiên thể ngoài Sao Hải Vương khác như Eris cũng có độ phản xạ tương tự. Mô hình hợp lý nhất cho quang phổ bề mặt của Haumea là 66% đến 80% bề mặt của nó là băng đá kết tinh nguyên chất, với một thành phần khác bổ sung cho độ phản xạ cao như xyanua hiđrô hoặc là các khoáng sét phyllosilicat. Các muối xyanua vô cơ như muối xyanua đồng có thể cũng có mặt. Trái với Makemake, trong quang phổ của Haumea hầu như không thấy metan cho thấy tối đa 10% bề mặt Haumea bao phủ trong băng metan. Điều này hợp lý với vụ va chạm trong quá khứ đã làm mất đi những chất nhẹ như metan.

### Vành đai
Jose Luis Ortiz, nhà thiên văn học tại Viện Vật lý thiên văn Andalusia, Tây Ban Nha, và các cộng sự phát hiện một vành đai lớn xung quanh hành tinh lùn Haumea nằm bên ngoài quỹ đạo của sao Hải Vương. Haumea mất khoảng 284 năm để thực hiện một vòng quỹ đạo quanh Mặt Trời, theo Science Alert. Kết quả nghiên cứu được công bố trên tạp chí Nature ngày 11 tháng 10 năm 2017.
Vành đai thường xuất hiện xung quanh những hành tinh có kích thước khổng lồ trong Hệ Mặt Trời bao gồm Sao Thổ, Sao Mộc, Sao Thiên Vương, Sao Hải Vương. Năm 2013, các nhà thiên văn cũng xác định được hai vành đai xung quanh tiểu hành tinh Chariklo có quỹ đạo giữa Sao Mộc và Sao Hải Vương.
Các nhà khoa học tại 10 phòng thí nghiệm khác nhau quan sát hành tinh lùn Haumea bằng 12 kính thiên văn trên khắp châu Âu, khi nó di chuyển qua phía trước ngôi sao tên là URAT1 533–182543.
Kết quả cho thấy, vành đai của Haumea có chiều rộng khoảng 70 km và bán kính 2.287 km. Các phần tử nhỏ trên vành đai hoàn thành một vòng quay khi hành tinh lùn này tự quay được ba vòng quanh trục. Haumea có hình dạng ellipsoid kéo dài khá bất thường. Kích thước của nó theo ba trục trong không gian lần lượt là 2.322 km×1.704 km×1.138 km. Nhóm nghiên cứu không phát hiện thấy dấu hiệu của khí quyển trên Haumea.
"Việc khám phá ra một vành đai xung quanh hành tinh lùn Haumea mang rất nhiều ý nghĩa. Nó cho thấy vành đai có thể xuất hiện khá phổ biến xung quanh các thiên thể nằm phía bên ngoài quỹ đạo của Sao Hải Vương, đồng thời mở ra những con đường nghiên cứu mới trong tương lai", nhóm nghiên cứu cho biết.

## Các vệ tinh

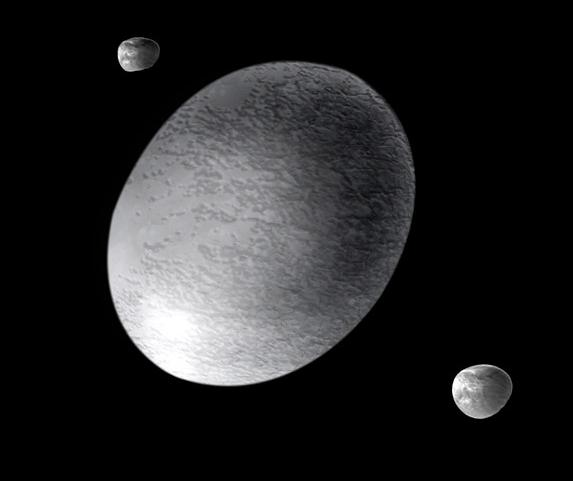
Hình vẽ minh họa Haumea và hai vệ tinh

Tới nay đã phát hiện được 2 vệ tinh nhỏ quay quanh Haumea là (136108) Haumea I Hiʻiaka và (136108) Haumea II Namaka. Nhóm của Brown tìm ra chúng năm 2005, sử dụng kính viễn vọng Kech.
Hiʻiaka, lúc đầu được đặt tên là Rudolph, được phát hiện ngày 26/1, 2005. Nó là vệ tinh ở phía ngoài, và với bán kính 310 km, là vệ tinh sáng hơn và lớn hơn, quay quanh Haumea với quỹ đạo gần tròn trong 49 ngày. Sự hấp thụ mạnh giữa 2 vạch 1.5 và 2 micrometres phù hợp với một cấu tạo bề mặt gồm toàn băng đá kết tinh nguyên chất. Quang phổ bất thường và sự tương tự trong các vạch hấp thụ với Haumea cho thấy các vệ tinh này là các mảnh vỡ của Haumea.
Namaka, vệ tinh nhỏ hơn và ở phía trong, được phát hiện ngày 30/6, 2005 và được đặt tên là Blitzen. Nó có khối lượng bằng 1/10 Hiʻiaka, và quay quanh Haumea với quỹ đạo rất dẹp và bất thường trong chu kì 18 ngày vì bị nhiễu loạn bởi Hiʻiaka.
Tại thời điểm hiện tại, quỹ đạo của các vệ tinh này gần như là cắt qua Haumea nếu nhìn từ Trái Đất. Vì thế chúng có khả năng che Haumea. Nếu quan sát được hiện tượng này thì ta có thể tính toán chính xác được hình dạng và kích thước của Haumea và các vệ tinh, giống như đã làm với Pluto và Charon.

## Nhóm các thiên thể của Haumea

Nhóm các thiên thể dạng Haumea có màu xanh lá cây

Haumea là thành viên lớn nhất trong một nhóm các thiên thể tương tự nhau vỡ ra từ một thiên thể trong quá khứ.
Các thiên thể khác có thể kể tới là (55636) 2002 TX300 (≈600 km), (24835) 1995 SM55 (< 700 km), (19308) 1996 TO66 (≈500 km), (120178) 2003 OP32 (< 700 km), and (145453) 2005 RR43 (< 700 km).[3]
Sự tồn tại của nhóm các thiên thể này có thể cho thấy Haumea và các "con cháu" của nó có thể bắt nguồn từ Đĩa phân tán. Ở vành đai Kuiper rất phân tán hiện tại, xác suất của một vụ va chạm như thế kể từ khi hệ mặt trời ra đời bé hơn 0,1 %. Còn nếu được hình thành trong vành đai Kuiper dày đặc hơn trong quá khứ thì một nhóm như vậy chắc chắn sẽ không thể còn tồn tại do sự lui dần của Sao Hải Vương từ trong ra tới vành đai Kuiper sẽ ảnh hưởng tới các thiên thể nhỏ hơn. Vì thế có thể cho rằng một vùng nào đó rất hoạt động trong quá khứ, với xác suất xảy ra vụ va chạm như thế cao hơn, đã hình thành nên Haumea và những thiên thể bà con với nó.
Bởi vì phải mất ít nhất 1 tỉ năm để cho nhóm thiên thể này cách xa nhau như hiện nay nên vụ va chạm có thể đã diễn ra từ thời điểm rất sớm trong lịch sử hình thành hệ mặt trời.